# Ardices conferta
Ardices conferta là một loài bướm đêm thuộc phân họ Arctiinae, họ Erebidae.